# Szászfa
Szászfa (em alemão: Sachsendorf) é um município da Hungria, situado no condado de Borsod-Abaúj-Zemplén. Tem 12,13 km² de área e sua população em 2015 foi estimada em 106 habitantes.